# (67502) 2000 RE44
2000 أر إي 44 (ويعرف أيضًا باسم (67502) 2000 أر إي 44 وفق تسمية الكوكب الصغير) (بالإنجليزية: 2000 RE44)‏ هو كويكب ضمن حزام الكويكبات؛ وترتيبه 67502 من حيث الاكتشاف.
اكتُشف هذا الجُرم الفلكي بواسطة بحث لنكولن عن الكويكبات القريبة من الأرض في 3 سبتمبر 2000.

## وصلات خارجية
- (67502) 2000 RE44 في قاعدة بيانات مختبر الدفع النفاث لأجرام النظام الشمسي الصغيرة

- الاكتشاف · مخطط المدار ·  العناصر المدارية · المعلمات المادية

- (67502) 2000 RE44 على موقع ويكي سكاي: DSS2, SDSS, GALEX, IRAS, Hydrogen α, X-Ray, Astrophoto, Sky Map, Articles and images